# Antes (España)
Antes (llamada oficialmente San Cosme de Antes) es una parroquia del municipio de Mazaricos, en la provincia de La Coruña, Galicia, España.

## Entidades de población
Entidades de población que forman parte de la parroquia:
- Antes
- Cumbráns
- Grille
- Junqueira (A Xunqueira)
- Pazos

## Demografía
| Gráfica de evolución demográfica de Antes entre 2000 y 2018 |
|                                                             |
| Población de derecho según el padrón municipal del INE      |